# Pyxis (Grieks aardewerk)
Een pyxis is een bepaalde variant van het Oud-Grieks aardewerk. Het was een klein doosje, gebruikt om cosmeticaproducten of sieraden in te bewaren. Kenmerkend is ook het deksel met een kleine ring, die als handvat diende. Vaak heeft een pyxis een platte bodem, maar ook puntvormige pyxides komen voor.
In de christelijke traditie is een pyxis tevens een religieus voorwerp. Het is een platte ronde trommel met een scharnierend deksel met een kruis erop. Hierin werd de hostie bewaard. Het is het attribuut van Longinus, de soldaat die een speer in het lichaam van Jezus stak en de aartsengel Rafaël.

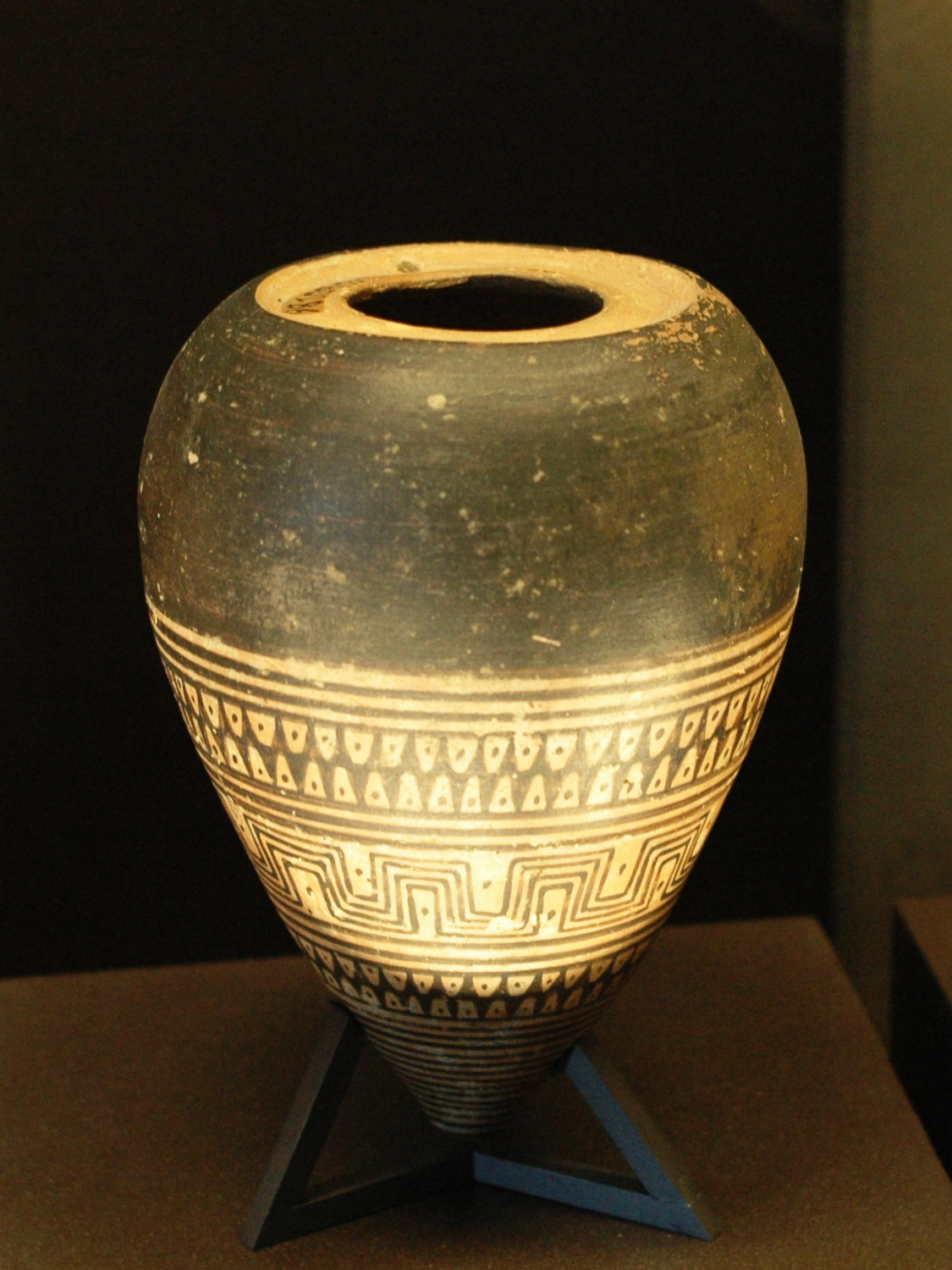
Puntvormige pyxis uit Athene Proto-Geometrisch, 900–875 v.Chr.
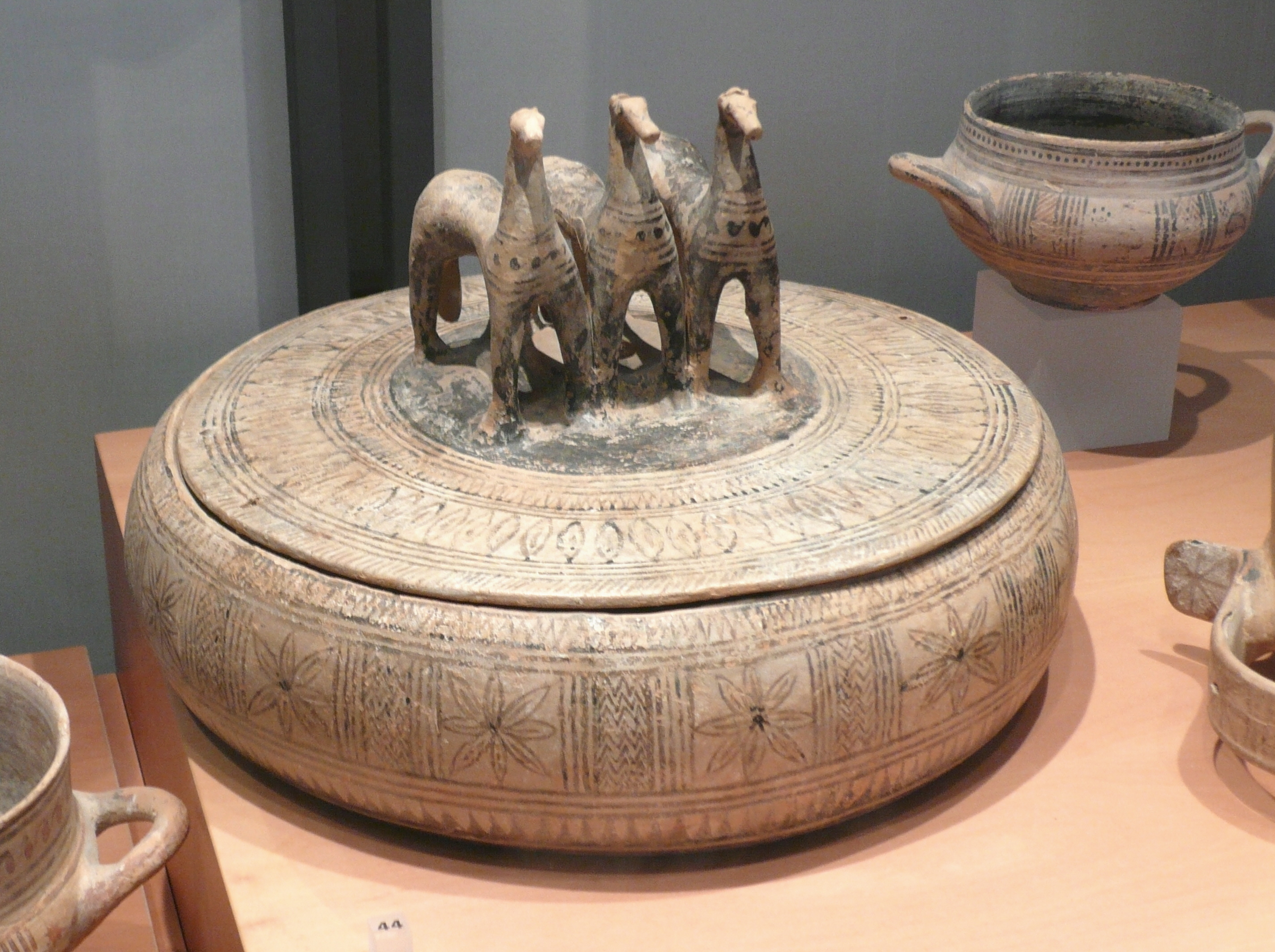
Pyxis met deksel Geometrische periode, 750-725 v. Chr. musée d’archéologie méditerranéenne in Marseille
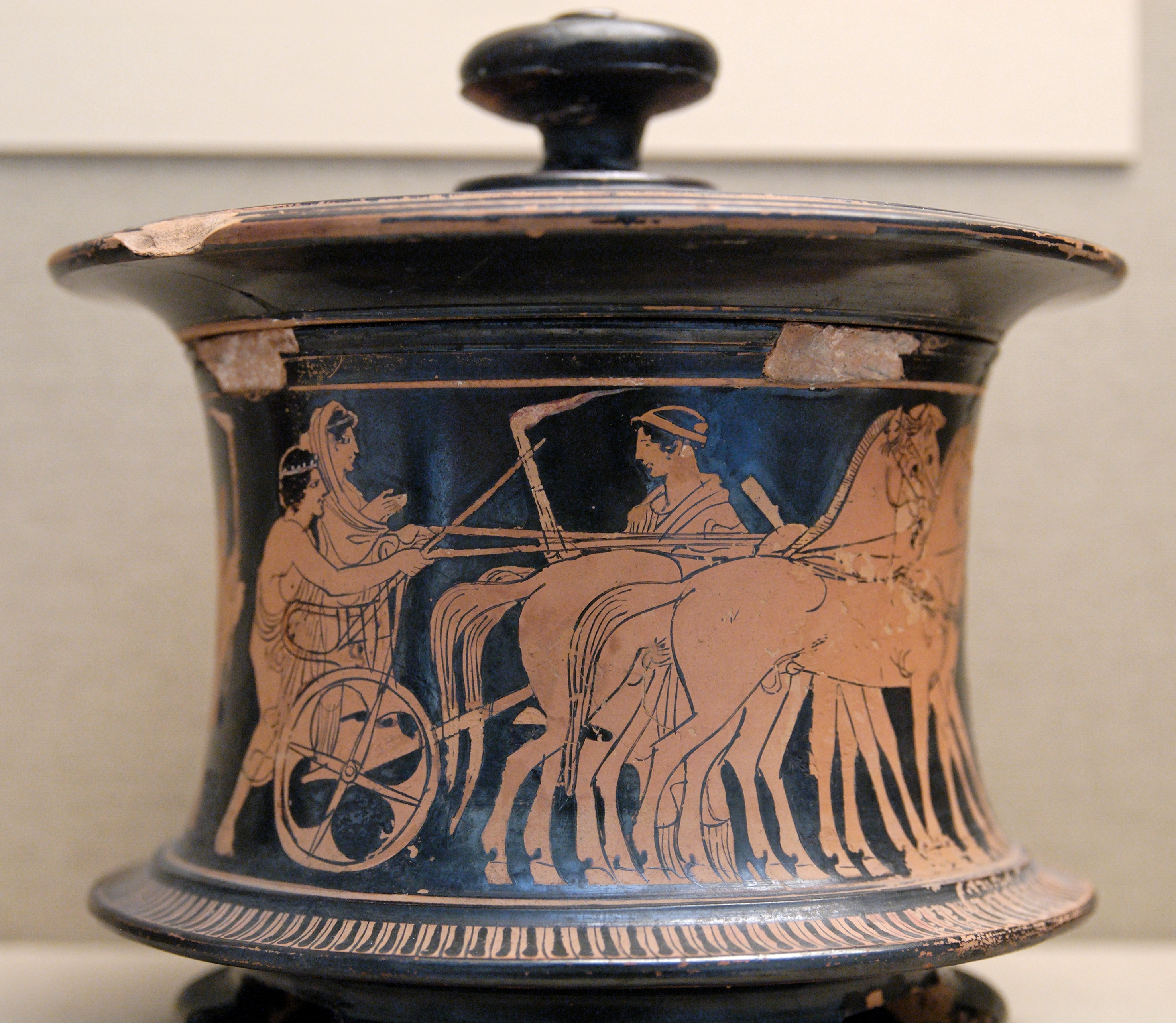
roodfigurige Attische pyxis met bruidsstoet 440-430 v.Chr. British Museum in Londen.